# Crazy Little Thing Called Love
Crazy Little Thing Called Love – piosenka zespołu Queen z 1979. Autorem utworu był Freddie Mercury.
Jest to jedyny utwór z repertuaru Queen, w którym Mercury podczas koncertów grał na gitarze. Zespół często wykonywał go na koncertach, zagrał go m.in. podczas charytatywnego koncertu Live Aid 13 lipca 1985. Wersję utworu wykonywaną na żywo zamieszczono na albumach: Queen Rock Montreal, Queen on Fire – Live at the Bowl, Live at Wembley ’86, Hungarian Rhapsody: Live in Budapest ’86.
W 1979 odbyła się minitrasa koncertowa Crazy Tour, która promowała „Crazy Little Thing Called Love”.

## Opinie członków zespołu o utworze
- F. Mercury: „Crazy Little Thing Called Love” napisałem w wannie. A tak w ogóle ostatnio postawiłem sobie pianino obok łóżka. Wiadomo powszechnie, że skrobię teksty w środku nocy, nie zapalając nawet światła”.
- B. May: „Nie jesteśmy zespołem singlowym i nie dzięki singlom zdobyliśmy uznanie publiczności. Myślę jednak, że piosenka ta sprowadziła na nasze koncerty sporo nowych, młodych fanów”.
- R. Taylor: „Crazy Little Thing Called Love” – to nie jest dokładnie rockowe, ale ma w sobie to coś charakterystycznego dla wczesnych utworów Elvisa. Przeczytałem gdzieś – chyba w magazynie Rolling Stone – że kiedy John Lennon wysłuchał tego utworu, postanowił znów zacząć nagrywać. Jeśli to prawda – a słuchając jego albumu Double Fantasy, można dojść do wniosku, że badał podobny teren – to jest cudowne”.

## Wydania
Utwór wydano na płytach 7” i 12” z koncertową wersją „We Will Rock You” na stronie B. Wyjątkiem były Stany Zjednoczone, Japonia, Kanada, Australia i Nowa Zelandia, gdzie na stronie B umieszczono „Spread Your Wings” (również w wersji koncertowej) oraz Kolumbia, gdzie wersje 12” miały na stronie B utwór „Bicycle Race”.
Na stronie B singla wydanego na CD zamieszczono utwory: „Spread Your Wings” i „Flash”.

## Twórcy
- Freddie Mercury - wokale główne i chórki, gitara akustyczna, klaskanie rękami
- Brian May - gitary, chórki, klaskanie rękami
- Roger Taylor - perkusja, chórki, klaskanie rękami
- John Deacon - bas, klaskanie rękami